# Every Day I Have to Cry
| Recensione | Giudizio |
| ---------- | -------- |
| AllMusic   |          |

Every Day I Have to Cry è il terzo album del cantante pop statunitense Steve Alaimo, pubblicato dalla Checker Records nel giugno del 1963 .

## Tracce

### LP (1963, Checker Records LP 2986)
Lato A (U-12259)
1. Every Day I Have to Cry – 2:17 (Arthur Alexander)
2. I Don't Want to Cry – 2:11 (Luther Dixon, Chuck Jackson)
3. My Heart Cries for You – 1:56 (testo: Carl Sigman – musica: adattamento musicale di Percy Faith)
4. I Cried All the Way Home – 2:13 (Henry Stone, Sonny Thompson)
5. Cry Me a River – 2:33 (Arthur Hamilton)
6. I Wake Up Crying – 1:58 (testo: Hal David – musica: Burt Bacharach)

Durata totale: 13:08
Lato B (U-12260)
1. Cry – 2:40 (Churchill Kohlman)
2. She Cried – 2:33 (Ted Daryll, Greg Richards)
3. Don't Cry – 2:35 (J. Taylor, Steve Alaimo)
4. Cry of the Wild Goose – 2:46 (Terry Gilkyson)
5. Cry Myself to Sleep – 2:41 (Bob Crewe, Bob Gaudio)
6. Don't Let the Sun Catch You Cryin' – 3:45 (Joe Greene)

Durata totale: 17:00

## Musicisti
- Steve Alaimo – voce
- Altri musicisti non accreditati

### Produzione
- Registrazioni effettuate il 24 febbraio 1963 al Bradley Recording Studios di Nashville, Tennessee
- Mort Thomasson e Selby Coffeen – ingegneri delle registrazioni
- Howard Richmond – design copertina album originale[4]

## Classifica
Singoli
| Anno | Titolo del brano                   | Classifica | Posizione raggiunta |
| ---- | ---------------------------------- | ---------- | ------------------- |
| 1963 | Every Day I Have to Cry            | Hot 100    | 46                  |
| 1963 | Don't Let the Sun Catch You Cryin' | Hot 100    | 125                 |